# Liste des lieux patrimoniaux de Toronto
Cet article recense les lieux patrimoniaux de Toronto inscrits au répertoire des lieux patrimoniaux du Canada, qu'ils soient de niveau provincial, fédéral ou municipal.

## Liste
- Haut – A
- B
- C
- D
- E
- F
- G
- H
- I
- J
- K
- L
- M
- N
- O
- P
- Q
- R
- S
- T
- U
- V
- W
- X
- Y
- Z
- 0-9

| [ 1 ] | Lieu patrimonial                                                                                  | Illustration                                                                         | Adresse                                         | Coordonnées      | No    | Constr. | Prot.                                    | Rec. | Notes |
| ----- | ------------------------------------------------------------------------------------------------- | ------------------------------------------------------------------------------------ | ----------------------------------------------- | ---------------- | ----- | ------- | ---------------------------------------- | ---- | ----- |
| P     | 47 Front Street East                                                                              | 47 Front Street East                                                                 | 47, Front Street East                           | 43.6481 -79.3745 | 8837  | 1873    | Ontario Heritage Foundation Easement     | 1980 |       |
| P     | 49 Front Street East                                                                              | 49 Front Street East                                                                 | 49, Front Street East                           | 43.6481 -79.3745 | 8838  | 1873    | Ontario Heritage Foundation Easement     | 1979 |       |
| F     | Aérogare de l'île de Toronto                                                                      | Aérogare de l'île de Toronto                                                         |                                                 | 43.6327 -79.3953 | 7530  | 1939    | LHN                                      | 1989 |       |
| F     | Ancien bureau de poste de Toronto / Ancienne banque du Canada                                     | Ancien bureau de poste de Toronto / Ancienne banque du Canada                        | 10 Toronto Street                               | 43.6498 -79.3762 | 9933  | 1853    | LHN                                      | 1958 |       |
| F     | Ancien hôtel de ville de Toronto et Palais de justice du comté de York                            | Ancien hôtel de ville de Toronto et Palais de justice du comté de York               | 60 Queen Street West                            | 43.6526 -79.382  | 4255  | 1899    | LHN                                      | 1984 |       |
| F     | Annesley Hall                                                                                     | Annesley Hall                                                                        | 95 Queen's Park Crescent                        | 43.6675 -79.3929 | 1155  | 1903    | LHN                                      | 1990 |       |
| P     | Bank of Toronto                                                                                   | Bank of Toronto                                                                      | 205, Yonge Street                               | 43.6536 -79.3796 | 8843  | 1905    | Ontario Heritage Foundation Easement     | 1999 |       |
| F     | Banque du Haut-Canada                                                                             | Banque du Haut-Canada                                                                | 252, Adelaide Street East                       | 43.6518 -79.3709 | 1776  | 1834    | LHN                                      | 1977 |       |
| F     | Caserne de pompiers Balmoral                                                                      | Caserne de pompiers Balmoral                                                         | Balmoral Avenue                                 | 43.6855 -79.3946 | 7371  | 1911    | LHN                                      | 1990 |       |
| F     | Chapelle de St. James-the-Less                                                                    | Chapelle de St. James-the-Less                                                       | 635 Parliament Street                           | 43.6696 -79.3694 | 7487  | 1861    | LHN                                      | 1990 |       |
| F     | Cimetière Mount Pleasant                                                                          | Cimetière Mount Pleasant                                                             | 375 Mount Pleasant Road                         | 43.696 -79.3843  | 9514  |         | LHN                                      | 2000 |       |
| F     | Collège d'Armour Heights                                                                          | Téléverser                                                                           | 215 Yonge Boulevard                             | 43.7632 -79.4129 | 7518  | 1914    | Recognized Federal Heritage Building     | 1991 |       |
| F     | Colline Bead                                                                                      | Téléverser                                                                           | 72-98, rue Old Kingston                         | 43.8041 -79.1401 | 16783 |         | LHN                                      | 1991 |       |
| M     | Don Brewery                                                                                       | Don Brewery                                                                          | 19R River Street                                | 43.6578 -79.357  | 1321  | 1877    | Municipal Heritage Designation (Part IV) | 1996 |       |
| P     | Don Valley Brick Works                                                                            | Don Valley Brick Works                                                               | 550, Bayview Avenue                             | 43.6863 -79.3628 | 15361 |         | Ontario Heritage Foundation Easement     | 2008 |       |
| F     | Édifice Birkbeck                                                                                  | Édifice Birkbeck                                                                     | 8-10 Adelaide Street East                       | 43.6507 -79.3779 | 7555  | 1910    | LHN                                      | 1986 |       |
| F     | Édifice Joseph-Shepard                                                                            | Édifice Joseph-Shepard                                                               | 4900 Yonge Street                               | 43.763 -79.413   | 10230 | 1977    | Classified Federal Heritage Building     | 2000 |       |
| F     | Édifices Gouinlock                                                                                | Édifices Gouinlock                                                                   |                                                 | 43.6285 -79.4118 | 10470 | 1912    | LHN                                      | 1988 |       |
| F     | Église St. Anne (Toronto)                                                                         | Église St. Anne (Toronto)                                                            | 270 Gladstone Avenue                            | 43.6503 -79.431  | 12681 | 1908    | LHN                                      | 1996 | [ 3 ] |
| P     | Église St. Anne (Toronto)                                                                         | Église St. Anne (Toronto)                                                            | 270, Gladstone Avenue                           | 43.6505 -79.4307 | 8901  | 1908    | Ontario Heritage Foundation Easement     | 1981 | [ 4 ] |
| P     | Elgin and Winter Garden Theatre Centre                                                            | Elgin and Winter Garden Theatre Centre                                               | 189, Yonge Street                               | 43.6529 -79.3794 | 9622  | 1914    | Ontario Heritage Foundation Property     | 1981 |       |
| F     | Fort York                                                                                         | Fort York                                                                            | 100 Garrison Road                               | 43.6383 -79.4057 | 3677  | 1815    | LHN                                      | 1923 | [ 5 ] |
| M     | Fort York Heritage Conservation District                                                          | Fort York Heritage Conservation District                                             | 100, Garrison Road                              | 43.6391 -79.4029 | 3567  | 1934    | Heritage Conservation District (Part V)  | 1985 | [ 6 ] |
| M     | Front Street East 49                                                                              | Téléverser                                                                           | 49 Front Street East                            | 43.6482 -79.3745 | 1451  | 1872    | Municipal Heritage Designation (Part IV) | 1978 |       |
| F     | Gare Union                                                                                        | Gare Union                                                                           | 65-71 Front Street                              | 43.645 -79.381   | 6492  | 1927    | Heritage Railway Station                 | 1989 |       |
| F     | Gare Union (Canadien Pacifique et Grand Tronc)                                                    | Gare Union (Canadien Pacifique et Grand Tronc)                                       | 65-71 Front Street West                         | 43.6455 -79.3808 | 6299  | 1927    | LHN                                      | 1975 |       |
| P     | George Brown House                                                                                | Téléverser                                                                           | 186, Beverley Street                            | 43.6559 -79.3948 | 8868  | 1876    | Ontario Heritage Foundation Easement     | 1986 |       |
| P     | Gooderham Building                                                                                | Gooderham Building                                                                   | 49, Wellington Street East                      | 43.6483 -79.3745 | 8311  | 1891    | Ontario Heritage Foundation Easement     | 1977 |       |
| F     | The Grange                                                                                        | The Grange                                                                           | 317 Dundas Street West                          | 43.6538 -79.3935 | 7529  | 1818    | LHN                                      | 1970 |       |
| F     | Heliconian Hall                                                                                   | Heliconian Hall                                                                      | 35 Hazelton Avenue                              | 43.6717 -79.3934 | 13819 | 1876    | LHN                                      | 2008 |       |
| P     | Jesse Ashbridge House                                                                             | Jesse Ashbridge House                                                                | 1444, Queen Street                              | 43.6656 -79.3218 | 8869  | 1854    | Ontario Heritage Foundation Property     | 1972 |       |
| F     | Lieu historique national du Canada de la Distillerie-Gooderham and Worts                          | Lieu historique national du Canada de la Distillerie-Gooderham and Worts             | Trinity Street                                  | 43.6504 -79.3592 | 1195  | 1927    | National Historic Site of Canada         | 1988 |       |
| F     | Lieu historique national du Canada de la Rotonde-de-la-Rue-John (Canadien-Pacifique)              | Lieu historique national du Canada de la Rotonde-de-la-Rue-John (Canadien-Pacifique) | 255 Bremner Boulevard                           | 43.641 -79.386   | 12781 | 1931    | National Historic Site of Canada         | 1990 |       |
| F     | Lieu historique national du Canada des Théâtres-Elgin-et-Winter Garden                            | Lieu historique national du Canada des Théâtres-Elgin-et-Winter Garden               | 189 Yonge Street                                | 43.6531 -79.3793 | 11960 | 1914    | National Historic Site of Canada         | 1982 |       |
| F     | Lieu historique national du Canada du Magasin-Eaton - Auditorium-du-Septième-Étage-et-Salle-Ronde | Téléverser                                                                           | 2 College Street                                | 43.6614 -79.3835 | 7413  | 1930    | National Historic Site of Canada         | 1983 |       |
| F     | Lieu historique national du Canada du Maple Leaf Gardens                                          | Lieu historique national du Canada du Maple Leaf Gardens                             | 60 Carleton Street                              | 43.6621 -79.3804 | 13397 | 1931    | National Historic Site of Canada         | 2007 |       |
| F     | Lieu historique national du Canada du Marché-Kensington                                           | Lieu historique national du Canada du Marché-Kensington                              | Dundas West, Bellevue, Spadina, College Streets | 43.6542 -79.4011 | 14463 | 1815    | National Historic Site of Canada         | 2006 |       |
| F     | Lieu historique national du Canada du Quatrième-Bureau-de-Poste-de-York                           | Lieu historique national du Canada du Quatrième-Bureau-de-Poste-de-York              | 260 Adelaide Street East                        | 43.6518 -79.3704 | 12726 | 1835    | National Historic Site of Canada         | 1980 |       |
| F     | Lieu historique national du Canada du Théâtre-Eglinton                                            | Lieu historique national du Canada du Théâtre-Eglinton                               | 400 Eglinton Avenue West                        | 43.7043 -79.4105 | 12689 | 1936    | National Historic Site of Canada         | 1993 |       |
| F     | Lieu historique national du Canada du Théâtre-Royal-Alexandra                                     | Lieu historique national du Canada du Théâtre-Royal-Alexandra                        | 260 King Street West                            | 43.6471 -79.3876 | 1137  | 1907    | National Historic Site of Canada         | 1986 |       |
| F     | Maison George-Brown                                                                               | Maison George-Brown                                                                  | 186 Beverley Street                             | 43.6559 -79.3949 | 9182  | 1877    | National Historic Site of Canada         | 1976 |       |
| F     | Manège militaire de Fort York                                                                     | Manège militaire de Fort York                                                        | 700 Fleet Street                                | 43.637 -79.408   | 9693  | 1935    | Recognized Federal Heritage Building     | 1991 |       |
| M     | Mary Perram House                                                                                 | Mary Perram House                                                                    | 4 Wellesley Place                               | 43.667 -79.376   | 1439  | 1876    | Municipal Heritage Designation (Part IV) | 2000 |       |
| P     | Masaryk Hall                                                                                      | Masaryk Hall                                                                         | 220, Cowan Avenue                               | 43.6411 -79.4329 | 10512 | 1898    | Ontario Heritage Foundation Easement     | 1987 |       |
| F     | Massey Hall                                                                                       | Massey Hall                                                                          | 178 Victoria Street                             | 43.6543 -79.3791 | 9369  | 1894    | LHN                                      | 1981 |       |
| P     | Newman Centre                                                                                     | Newman Centre                                                                        | 89, St.George Street                            | 43.6642 -79.3983 | 10539 | 1891    | Ontario Heritage Foundation Easement     | 1981 |       |
| F     | Osgoode Hall                                                                                      | Osgoode Hall                                                                         | 130, Queen Street West                          | 43.6519 -79.3856 | 4258  | 1832    | LHN                                      | 1979 |       |
| F     | Pavillon de 1929                                                                                  | Pavillon de 1929                                                                     | 1107 Avenue Road                                | 43.7428 -79.4131 | 11502 | 1929    | Recognized Federal Heritage Building     | 1986 |       |
| F     | Royal Conservatory of Music                                                                       | Royal Conservatory of Music                                                          | 273 Bloor Street West                           | 43.668 -79.3962  | 12044 | 1881    | LHN                                      | 1995 |       |
| M     | Rupert Simpson House and Stable                                                                   | Rupert Simpson House and Stable                                                      | 2 Wellesley Place                               | 43.6672 -79.377  | 1291  | 1899    | Municipal Heritage Designation (Part IV) | 2000 |       |
| F     | Arts and Letters Club of Toronto                                                                  | Arts and Letters Club of Toronto                                                     | 14 Elm Street                                   | 43.6578 -79.3825 | 12139 | 1891    | LHN                                      | 2007 |       |
| F     | St. Lawrence Hall                                                                                 | St. Lawrence Hall                                                                    | 157 King Street East                            | 43.6501 -79.3722 | 7527  | 1850    | LHN                                      | 1967 |       |
| F     | The Studio Building                                                                               | The Studio Building                                                                  | 25 Severn Street                                | 43.6732 -79.3861 | 9521  | 1914    | LHN                                      | 2005 |       |
| F     | Succursale postale « D »                                                                          | Succursale postale « D »                                                             | 328 Keele Street                                | 43.664 -79.464   | 4686  | 1936    | ÉFP                                      | 1987 |       |
| F     | Taverne de Montgomery                                                                             | Taverne de Montgomery                                                                | 2384 Yonge Street                               | 43.7094 -79.3992 | 14414 |         | LHN                                      | 1925 |       |
| F     | University College                                                                                | University College                                                                   | 15 King's College Circle                        | 43.6625 -79.3954 | 9520  | 1859    | LHN                                      | 1968 |       |
| M     | Wesley Building                                                                                   | Wesley Building                                                                      | 299, Queen Street West                          | 43.6479 -79.391  | 4921  | 1913    | Municipal Heritage Designation (Part IV) | 1986 |       |
| M     | Winchester Hotel and Winchester Hall                                                              | Winchester Hotel and Winchester Hall                                                 | 531, Parliament Street                          | 43.6656 -79.3682 | 3631  | 1888    | Municipal Heritage Designation (Part IV) | 1985 |       |
| F     | Women's College Hospital                                                                          | Women's College Hospital                                                             | Grenville Street                                | 43.6617 -79.3874 | 7738  | 1994    | LHN                                      | 1995 |       |